# 포켓몬스터 X·Y
《포켓몬스터 X·Y》(영어: Pokémon X and Pokémon Y 포케몬 엑스 앤드 와이[*], 일본어:  ポケットモンスター エックス ·ワイ 포켓토몬스타- 엑쿠스·와이[*])는 게임 프리크가 개발하고, 닌텐도와 포켓몬 컴퍼니가 닌텐도 3DS를 플랫폼으로 하여 2013년에 발매한 게임이다. 포켓몬스터 비디오 게임 시리즈 6세대 작품군의 첫 작품으로 분류된다. 닌텐도의 전 사장 이와타 사토루가 2013년 1월 특별판 닌텐도 다이렉트를 통해 처음으로 공개하였다. 이후 2013년 10월 닌텐도가 발매한 게임 중 최초로 전 세계에서 동시 발매되었다.

## 개요
2013년 1월 8일에 인터넷으로 중계된「Pokémon Direct 2013.1.8」에서 닌텐도의 사장인 이와타 사토루가 발표하였다. 이와타 사토루 사장은 시리즈 최초로 세계 동시 발매를 예고하였다. 주식회사 포켓몬의 사장인 이시하라 츠네카즈는 X · Y의 명칭에 대해, "지금까지의 시리즈와는 다른 새로운 차원의 작품이라는 의미도 담을 수 있다"고 설명했다.
본작에 등장하는 포켓몬은 새로 추가되는 포켓몬을 포함하여 700마리 이상이 되었고, 게임을 시작할 때 선택하게 되는 3마리의 포켓몬은 각각 도치마론, 푸호꼬, 개구마르이다. 시리즈를 대표하는 전설의 포켓몬은 제르네아스와 이벨타르이다.
또한 포켓몬의 모습이 시리즈 최초로 2D가 아닌 3D로 표현되었다.

## 전작과의 차이점
- 게임 내의 각종 요소가 3D로 표현되었다.
- 피부색(초반 한정)을 바꾸거나, 옷이나 악세사리를 바꾸는 등 주인공 캐릭터의 모습을 꾸밀 수 있다.
- 새로운 타입 페어리가 추가되었으며, 강철 타입의 고스트 타입과 악 타입 기술에 대한 반감이 사라졌다.(공개 애니메이션을 보면 노말~전기에서 새로운 타입이 나타나는 것을 볼 수 있다.)
- 대각선으로 이동이 가능하게 되었다. 기존의 칸 방식 이동 자체가 바뀐 것은 아니다.
- 게임 시작 시 7개 언어(한국어, 일본어, 영어, 프랑스어, 스페인어, 독일어, 이탈리아어) 중 하나를 선택할 수 있다. 선택 이후에는 초기화 전까지 바꿀 수 없다.
- 새로운 배틀 방식인 메가진화가 추가되었다.
- 학습장치가 중요한 도구로 변경되어 켜게 되면 엔트리의 모든 포켓몬이 경험치를 받게 되었다.(레벨 100이 된 포켓몬 또는 쓰러진 포켓몬 제외)
- 피카츄의 울음소리가 기계가 아닌 이쿠에 소리로 바뀌었다.

## 포켓몬

### 스타팅 포켓몬
- 풀 타입 : 도치마론
- 불꽃 타입 : 푸호꼬
- 물 타입 : 개구마르

### 환상의 포켓몬
- 페어리, 바위 타입 : 디안시
- 에스퍼, 고스트 타입 : 후파(굴레를 벗어난 모습)/에스퍼, 악 타입 (굴레에 빠진 모습)
- 불꽃, 물 타입 : 볼케니온

### 전설의 포켓몬
- 페어리 타입 : 제르네아스 (포켓몬스터 X)
- 악, 비행 타입 : 이벨타르 (포켓몬스터 Y)
- 드래곤, 땅 타입 : 지가르데 (포켓몬스터 X, Y & Z)

## 평가
| 평가 |                       |
| --- | --------------------- |
| 통합 점수 통합사 점수 게임랭킹스 87% ( X ) [ 4 ] 88% ( Y ) [ 5 ] 메타크리틱 87/100 ( X ) [ 6 ] 88/100 ( Y ) [ 7 ] 평론 점수 평론사 점수 에지 8/10 [ 8 ] 유로게이머 9/10 [ 9 ] 패미츠 39/40 [ 10 ] 게임 인포머 8.75/10 [ 11 ] 게임스팟 8.5/10 [ 12 ] IGN 9/10 [ 13 ] Joystiq [ 14 ] 닌텐도 월드 리포트 8/10 [ 15 ] 폴리곤 9.5/10 [ 16 ] |                       |
| 통합 점수 |                       |
| 통합사 | 점수                  |
| 게임랭킹스 | 87% (X) 88% (Y)       |
| 메타크리틱 | 87/100 (X) 88/100 (Y) |
| 평론 점수 |                       |
| 평론사 | 점수                  |
| 에지 | 8/10                  |
| 유로게이머 | 9/10                  |
| 패미츠 | 39/40                 |
| 게임 인포머 | 8.75/10               |
| 게임스팟 | 8.5/10                |
| IGN | 9/10                  |
| Joystiq | [ 14 ]                |
| 닌텐도 월드 리포트 | 8/10                  |
| 폴리곤 | 9.5/10                |